# 瑚素通阿
瑚素通阿（1757年—1808年），初名瑚圖靈阿（穆麟德轉寫：hūturingga），鄂濟氏，号霞莊，满洲正白旗人，清朝官员，同進士出身。陕甘总督宜綿之子。
乾隆丁酉举人，丁未进士。
乾隆五十五年，任刑部主事。乾隆五十七年，升任刑部員外郎、翰林院侍講。乾隆五十八年，任侍讀。嘉慶元年，任侍講學士、詹事、通政使。嘉慶二年，任都察院左副都御史，兼公中佐領。嘉慶四年，任盛京戶部侍郎；次年改盛京刑部侍郎、奉天府府丞。嘉慶五年，任刑部右侍郎；次年改正黃旗蒙古副都統、鑲紅旗滿洲副都統、署理藩院左侍郎。嘉慶六年，任右翼監督。次年改刑部左侍郎。嘉慶七年，任光祿寺管理寺事大臣。嘉慶七年，任吏部左侍郎；次年改理藩院侍郎。嘉慶八年，任正黃旗護軍統領、正黃旗滿洲副都統。嘉慶十年，任內閣學士、刑部右侍郎、正白旗漢軍副都統。嘉慶十二年，署工部右侍郎、任刑部左侍郎。有子阿爾祜達。